# Tithraustes deiphon
Tithraustes deiphon är en fjärilsart som beskrevs av Druce 1885. Tithraustes deiphon ingår i släktet Tithraustes och familjen tandspinnare. Inga underarter finns listade i Catalogue of Life.